# 遠東哲羅魚
遠東哲羅魚（學名：Parahucho perryi），也称库页岛哲罗鱼（英語：Sakhalin taimen），在日本又稱伊富魚（itou）或𩹷，是一種鲑科福哲罗鱼属（Parahucho）唯一的一种魚類。远东哲罗鱼分布于东北亚的河流和湖泊中，包括俄罗斯远东地区的滨海边疆区、哈巴罗夫斯克边疆区、萨哈林岛、库里尔群岛和日本的北海道，也是日本列岛最大的淡水鱼之一。
遠東哲羅魚原先被归于哲罗鱼属（学名为Hucho perryi），但是分子系统发生学研究和基因证据表明它其实应该单独属于另外一个新属。

## 分布
遠東哲羅魚分布在西北太平洋，包含外东北、庫頁島、千岛群岛（俄羅斯遠東）以及北海道（日本）。

## 現狀
2006年，世界自然保護聯盟將遠東哲羅魚評估為極危物種，代表全球滅絕的最高潛在風險。